# Lepaera
Lepaera è una città dell'Honduras facente parte del dipartimento di Lempira.
Il comune venne istituito nel 1867 ed ottenne lo status di città nel 1966.